# Patricia Pinedo
Patricia Pinedo Sáenz (Amurrio, 13 de mayo de 1981) es una exjugadora de balonmano española que jugó de lateral con el Bera Bera y el Itxako, así como en la selección española de balonmano.

## Trayectoria
Junto a su hermana empezaron a jugar al balonmano en el colegio de Amurrio y participaron en la Liga de Álava. Como cadetes y alevines compitieron en Éibar, Arrat y de allí a Bera Bera, donde debutó el 23 de septiembre del año 2000 ante el Manufacturas Teleno León en un partido en el que anotó cuatro goles en la derrota de su equipo por 25 a 22.
Lateral con una gran capacidad defensiva (no en vano se le reconoce como una especialista en la defensa a pesar de su salida al contraataque) ha jugado con dos clubes, el Bera Bera y el Itxako, hasta su retirada. 
En 2009 dejó el Bera Bera, con un registro de 983 tantos (742 en liga, 51 en Europa, 80 en Copa de la Reina y 10 en la Supercopa de España) en su haber.
Debutó con la selección absoluta el 21 de octubre de 2003 ante la selección griega en el Torneo Lucardi Cup. 
Tras sumarse a la S.D. Itxako, su mejor temporada fue la 2010/11, temporada en la que consiguió llegar a la final de la EHF Champions League, ganar la liga ABF, la Copa de la Reina y la Supercopa de España. Además, esa temporada fue la que consiguió su máximo triunfo con la selección nacional, ya que en el Campeonato del Mundo de Brasil 2011 consiguió la medalla de bronce, la primera medalla en un mundial conseguida por el combinado español, ante Dinamarca. Su último partido con la camiseta española fue, precisamente, esa final en Sao Paulo, el 18 de diciembre de 2011.
Tras la desaparición del Itxako, Patricia decidió retirarse.

### Clubes
- 2000-09: Balonmano Bera Bera
- 2009-13: S.D. Itxako

## Títulos y galardones

### Con la selección
- 1 x  Medalla de Bronce en el Campeonato del Mundo (2011)

### De clubes
- 3 x Liga de España (2009–10, 2010–11 y 2011–12)
- 5 x Copa de la Reina (2007, 2009, 2010, 2011 y 2012)
- 4 x Supercopa de España (2008,[11] 2010, 2011 y 2012)

### Galardones individuales
- MVP de la Copa de la Reina 2011-12.
- Mejor deportista. Asociación de la prensa de Álava (2012)[12]

## Vida
Estudió Filología Vasca y Educación Primaria y trabaja de profesora de euskera en Navarra. Su hermana, Eli Pinedo, también fue jugadora de balonmano. Fueron protagonistas de un capítulo en el programa japonés  Warakora.

## En internet
- Instagram @patirke12